# (3086) Kalbaugh
(3086) Kalbaugh (1980 XE; 1980 YD) ist ein Asteroid des inneren Hauptgürtels, der am 4. Dezember 1980 vom US-amerikanischen Astronomen Edward L. G. Bowell am Lowell-Observatorium, Anderson Mesa Station (Anderson Mesa) in der Nähe von Flagstaff, Arizona (IAU-Code 688) entdeckt wurde.

## Benennung
(3086) Kalbaugh wurde nach Carroll Kalbaugh Liller, dem Vater des Astronomen William Liller (der der Namensgeber des Asteroids (3222) Liller ist), benannt. Der Name wurde vom Entdecker Edward L. G. Bowell nach einer Empfehlung von William Liller vorgeschlagen.